# Koala Music
Koala Music (до 8 сентября 2022 года — Sony Music Entertainment Russia, до 18 сентября 2023 года — Kiss Koala) — российский лейбл звукозаписи. До осени 2022 года являлся подразделением компании Sony Music Entertainment.

## История

### 1999—2022: Sony Music Russia
Sony Music Entertainment — это американская звукозаписывающая компания, принадлежащая Sony Entertainment, которая входит в японскую транснациональную корпорацию «Sony». В настоящее время лейбл является второй по величине компанией «Большой тройки».
Компания открыла своё подразделение в РФ 1 декабря 1999 года. В 2000 году был подписан первый контракт с российской группой Би-2.
На 2021 год долю фирмы на российском рынке звукозаписи эксперты оценивали примерно в 15-20 %. Выручка ООО «Сони Мьюзик Энтертейнмент» в 2021 году составила 2,56 млрд рублей (42,7 млн долларов). Чистая прибыль составила 132,9 млн рублей (2,22 млн долларов).
10 марта 2022 года в связи со вторжением России на Украину Sony Music Entertainment объявила о приостановлении деятельности и выпуска новых релизов в России, при этом российские сотрудники Sony Music Group продолжат получать зарплату в течение неопределенного времени.

### 2022—настоящее время: Kiss Koala и Koala Music
8 сентября 2022 года Sony Music официально объявила об окончательном уходе из России. Компания отозвала все зарубежные каталоги из российских стриминговых сервисов «Звук» и «VK Музыка», были удалены треки AC/DC, Бейонсе, Бритни Спирс, Bring Me the Horizon и многих других исполнителей. Российское подразделение станет полностью независимой от Sony Music структурой и будет представлять только местных музыкантов под новым брендом «Kiss Koala».
17 января 2023 года газета Коммерсантъ сообщила, что бывшие топ-менеджеры Warner Music Russia, основавшие ООО «Мерит», которое связано с российским дистрибьютором S&P Digital, выкупили лейбл.
18 сентября 2023 года бренд «Kiss Koala» был переименован в «Koala Music».

## Руководство
До реформирования в российском отделении работало от 40 до 50 сотрудников.
- Альбина Гудкова — генеральный директор (с 17 января 2023)

Бывшее руководство
- Денис Комаровский — генеральный директор (2000—2008)[7]
- Леонид Агронов — генеральный директор (2008—2010), директор отдела цифровых продаж (2007—2008)
- Ян Хендерсон — генеральный директор (2010—2013)
- Арина Дмитриева — генеральный директор (2013—16.01.2023), директор по маркетингу (2009—2013)

## Нынешние участники
| Артист               | Настоящее имя                  | Стриминг (май 2025) |
| -------------------- | ------------------------------ | ------------------- |
| Сергей Лазарев       | Сергей Вячеславович Лазарев    | 7,000,000 +         |
| Friendly Thug 52 Ngg | Александр Дмитриевич Романов   | 6,000,000 +         |
| Алсу                 | Алсу Ралифовна Абрамова        | 6,000,000 +         |
| Kamazz               | Денис Алексеевич Розыскул      | 5,000,000 +         |
| uniqe                | Егор Юрьевич Юнецкий           | 4,000,000* +        |
| nkeeei               | Никита Михайлович Коробыко     | 4,000,000* +        |
| Artem Shilovets      | Артём Викторович Шиловец       | 4,000,000* +        |
| VESNA305             | Юрий Андреевич Николаенко      | 4,000,000 +         |
| Raikaho              | Виктор Ликаренко               | 4,000,000 +         |
| Satomic              | нет информации                 | 3,000,000* +        |
| WhyBaby?             | нет информации                 | 2,000,000 +         |
| Aquaneon             | Роман Анатольевич Петров       | 2,000,000* +        |
| Aquaneon             | Даниил Александрович Зорин     | 2,000,000* +        |
| Kai Angel            | Дмитрий Олегович Ицков         | 1,000,000* +        |
| 9mice                | Сергей Игоревич Дмитриев       | 1,000,000* +        |
| Kristiee             | Артемий Александрович Ермошин  | 1,000,000* +        |
| 2hug                 | Савелий Олегович Месяцев       | 1,000,000* +        |
| Voskresenskii        | Евгений Сергеевич Островский   | 1,000,000* +        |
| Soska 69             | Нэнси Олеговна Соса            | 1,000,000 +         |
| nyan.mp3             | Сергей Сергеевич Налетов       | 1,000,000 +         |
| Violetta Sokolova    | Иван Сергеевич Канашевич       | 800,000* +          |
| Grechanik            | Александр Олегович Гречаник    | 700,000* +          |
| Big Russian Boss     | Игорь Алексеевич Лавров        | 600,000 +           |
| AQYLA                | Дмитрий Игоревич Пашкевич      | 500,000* +          |
| dayerteq             | Макар Владимирович Шелухин     | 400,000* +          |
| Dolinov              | Максим Игоревич Долинов        | 300,000* +          |
| Young P&H            | Станислав Дмитриевич Конченков | 200,000* +          |

- * — не указаны прослушивания на YouTube Music